# Robert Bertrand
Pour l’article homonyme, voir Bertrand.
Robert Bertrand, né le 4 avril 1953 à Fort-Coulonge et mort le 17 mai 2022 à Shawville,, est un assureur, homme d'affaires et homme politique fédéral du Québec.

## Biographie
Né à Fort-Coulonge dans la région des Outaouais, Robert Bertrand devient député du Parti libéral du Canada dans la circonscription fédérale de Pontiac-Gatineau-Labelle en 1993. Réélu en 1997 et en 2000, il ne peut se représenter en 2004, ayant perdu l'investiture libérale dans la circonscription. Auparavant, les députés libéraux sortants étaient automatiquement sélectionnés comme candidats pour les élections. Un nouveau règlement annulant cette tradition et implanté par le nouveau chef et premier ministre Paul Martin permet à David Smith de devenir candidat libéral dans la circonscription Pontiac-Gatineau-Labelle. De plus, l'établissement de trois sites de vote lors de l'investiture, soit à Fort-Coulonge, Wakefield et Maniwaki, au lieu d'un seul et unique lieu, favorise le secteur de Maniwaki qui soutient Smith tandis que les partisans de Bertrand résident plutôt en milieu rural.
Durant son passage à la Chambre des communes, il est secrétaire parlementaire du ministre de la Défense nationale de 1998 à 2000.
En 2008, Bertrand annonce publiquement espérer pouvoir se présenter comme candidat libéral fédéral. Sa requête est toutefois refusée en raison de la nomination de Cindy Duncan-McMillan, choisie en raison de l'objectif du parti de présenter au moins 33 % de candidates. Plus tard, Bertrand reçoit un appel du directeur du Parti libéral au Québec de l'époque, Serge Marcil, lui annonçant que sa candidature est rouverte. Il ne peut cependant présenter suffisamment de signatures de membres dans un délai d'une semaine et doit renoncer à présenter sa candidature. La nomination de Mme Duncan-McMillan est officialisée lorsqu'elle remporte l'investiture face à l'avocat d'Ottawa, Richard Mahoney.